# Nilo (football)
Pour l’article homonyme, voir Nilo.
Nilo Murtinho Braga, dit Nilo (3 avril 1903, Rio de Janeiro - 5 février 1975, Rio de Janeiro), était un footballeur brésilien. Il occupait le poste d'attaquant et évolua notamment au Botafogo Football Club, aujourd'hui Botafogo de Futebol e Regatas et au sein de la sélection brésilienne.

## Biographie
Nilo commença sa carrière dans le club de l'América de Natal en 1918. L'année suivante, il rejoignit le Botafogo Futebol Club. Sa carrière au sein du club alvinegro fut marquée de conquêtes et de disputes. Il s'intéressa pour la première fois au club en 1912, car son oncle, Oldemar Murtinho, avait l'habitude de l'emmener voir des matches au terrain de la rue São Clemente, même s'il avait déjà joué pour le Fluminense en 1916. De 1919 à 1921, il évolua dans les équipes premières et réserves du Botafogo.
En 1922, à cause d'un désaccord, Nilo décida d'adopter une attitude peu courante à l'époque, et se fit transférer au Sport Club Brasil en série B de la 1re division du championnat carioca parce qu'il ne voulait pas affronter le club de son cœur. Il revint cependant au Glorioso (surnom du Botafogo Football Club) en 1923, et y resta jusqu'au mois d'août de cette même année et fut le meilleur buteur de son équipe en championnat de Rio. D'août à décembre, il rejoua pour le SC Brasil.
En 1924, avec le départ de son oncle, Oldemar Murtinho, du Botafogo, il rejoignit le Fluminense pour trois ans. Il y fut notamment champion et meilleur buteur du championnat de Rio de 1924.
Il revint à nouveau au Botafogo en 1927. Lors de cette année, il marque 30 des 67 buts de son équipe en championnat de Rio, et devint meilleur buteur du championnat pour la seconde fois de sa carrière. Lors de cette compétition, il marqua notamment quatre des neuf buts de la victoire du Botafogo contre le Flamengo, dans ce qui reste le plus grand écart lors d'un match entre les deux équipes.
Nilo fit partie d'une des meilleures équipes qui porta le maillot du Botafogo, au début des années 1930, et qui remporta cinq championnat, dont quatre consécutifs (1930, 1932, 1933, 1934 et 1935). Lors de ces quatre derniers titres, il marqua 69 buts au total, terminant meilleur buteur du club en 1933 et 1934, et meilleur buteur de la compétition en 1934, avec 19 buts.
Il participa également à la première coupe du monde de football en 1930 en Uruguay. Il joua l'un des deux matches disputés par la sélection brésilienne. En sélection, il joua 19 matches et marqua 11 buts au total, d'après le journal brésilien Lance!, mais seulement 14 matchs et 10 buts sont officiels.
Il joua enfin pour la sélection de Rio, et remporta cinq championnats brésiliens des sélections des États.
Nilo mit fin à sa carrière le 16 mai 1938 sur un match nul, 2 buts partout, contre Olaria. Il marqua pour le Botafogo 190 buts en 201 matches, ce qui fait de lui aujourd'hui le 5e meilleur buteur de l'histoire du club  et celui qui possède la meilleure moyenne avec 0,94 but par match.

## Palmarès
- Vainqueur du championnat de Rio en 1924 avec Fluminense, en 1930, 1932, 1933, 1934 et 1935 avec Botafogo
- Vainqueur de 5 championnats brésiliens des sélections des États

- Meilleur buteur du championnat de Rio en 1924, 1927 et 1933.

## Sources
- (pt) Cet article est partiellement ou en totalité issu de l’article de Wikipédia en portugais intitulé « Nilo Murtinho Braga » (voir la liste des auteurs).